# 佳能 EF 100-400mm 鏡頭
佳能 EF 100-400mm 鏡頭是一系列由佳能公司生產的變焦鏡頭，一共有下列幾種型號：
- EF 100-400mm f/3.5-5.6L IS USM
- EF 100-400mm f/4.5-5.6L IS II USM

當100-400mm鏡頭用於佳能數碼EOS系列的APS-C幅面機身（如佳能 EOS 550D）時，100-400mm的視角會變窄，其等效於全幅機身上的160-640mm視角（乘以系數1.6）。當用於APS-H幅面機身（如佳能 EOS-1D Mark IV）時，其等效於全幅機身的130-520mm視角（乘以系數1.3）。

## 關連項目
- 佳能EF接環鏡頭
- 佳能L镜头